# Équipe fédérale Nancy-Lorraine
L'ÈF Nancy-Lorraine o semplicemente ÈF Nancy è stata una società calcistica francese con sede nella città di Nancy.
Fondata nel 1943 e sciolta nel 1944, questo club è noto per il suo trionfo in Coppa di Francia che gli ha portato l’assegnazione di molteplici record.

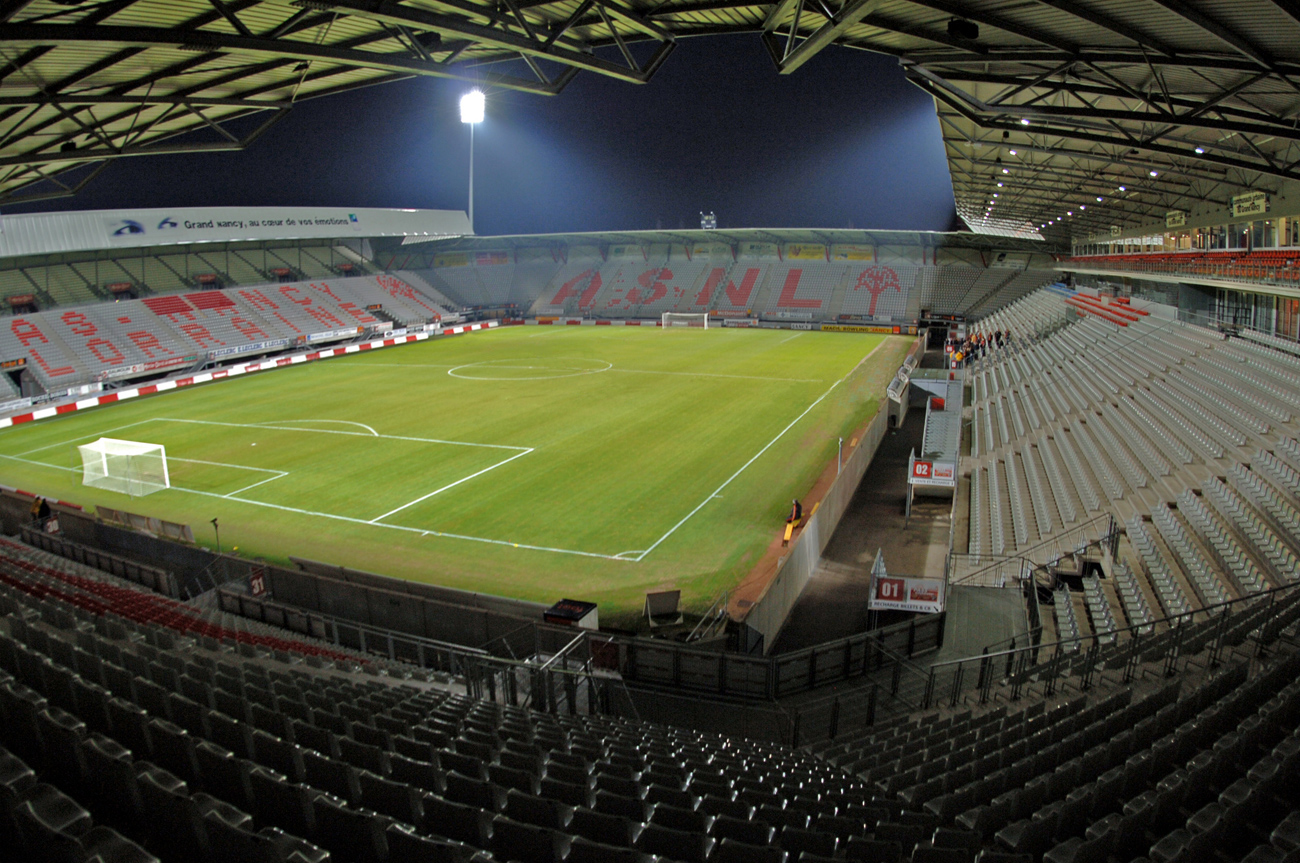
L’impianto sportivo del club.

Disputava le sue partite al Parc des Sports du Pont d'Essey, anche se verso il termine della stagione dovette trasferirsi causa guerra.

## Storia
Nel 1943 sotto il Governo di Vichy il campionato francese subì una riforma (che durò solo una stagione): a molti club fu tolto lo status professionistico (quindi non potevano più pagare i giocatori, che se ne andarono) e vennero creati dei club così detti “federali” che rappresentavano delle intere regioni.
Équipe fédérale Nancy-Lorraine divenne quindi l’unico club del Nord-est francese, guidato dall’allenatore Paul Wartel.
Ha partecipato al campionato di Francia Federale 1943 (nel quale è arrivato decimo) e ha vinto la coppa di Francia 1944 trionfando in finale per 4-0.
Nella finale, causa gli infortuni dovette schierare un giovanissimo Pierre Givert.
Terminata la riforma di Vichy il club si sciolse.
L’EF Nancy è la prima squadra di Nancy ad aver vinto un trofeo di rilevanza nazionale; l’anno successivo al suo scioglimento il Football Club de Nancy vinse la seconda divisione francese, ma perse nel 52 e nel 62 due finali di Coppa di Francia. Solo l’Association Sportive Nancy-Lorraine riuscirà nel 1978 (34 anni dopo) a completare l’impresa e superarla nel 2005 con la vittoria della Coppa di Lega Francese.

## Colori e simboli

### Colori
I colori della squadra sono inconfondibilmente lorenesi, con i colori della bandiera della Lorena scelti per rappresentare la regione. La maglietta da gioco è quindi di colore giallo, con bordi e colletto rossi, mentre i pantaloncini e i calzettoni sono rossi.

### Simboli

La bandiera Lorena.

Lo stemma era un semplice scudo con all’interno la bandiera della Lorena.

## Calciatori
Il giocatore che ha segnato più goal nella storia della squadra è Marcel Poblome con 40 marcature.
Marcel Parmeggiani, Michel Jacques e Roger Magnin detengono invece il record di presenze (32).

## Palmarès

### Competizioni nazionali
- Coppa di Francia: 1

1943-1944

## Record
- Squadra ad aver la più alta percentuale di vittorie della Coppa di Francia (100% avendo vinto tutte le edizioni del torneo a cui ha partecipato, ovvero una sola)
- Unica squadra al mondo ad aver sempre detenuto la coppa nazionale (limitatamente al suo periodo di attività)
- 100% di finali vinte
- 100% di imbattibilità in porta in finale (non ha mai preso goal in una finale)

## Cultura di massa
Oggi l’Association Sportive Nancy-Lorraine parla del titolo del 44 nei suoi canali ufficiali come se fosse suo.